# Sisi Iwa (kulle i Antarktis)
Sisi Iwa är en kulle i Antarktis. Den ligger i Östantarktis. Norge gör anspråk på området. Toppen på Sisi Iwa är 110 meter över havet.
Terrängen runt Sisi Iwa är kuperad åt sydost, men norrut är den platt. Havet är nära Sisi Iwa åt nordväst. Trakten är obefolkad. Det finns inga samhällen i närheten. 